# 1993 FP2
1993 FP2 är en asteroid i huvudbältet som upptäcktes den 26 mars 1993 av de båda japanska astronomerna Seiji Ueda och Hiroshi Kaneda i Kushiro.
Asteroiden har en diameter på ungefär 4 kilometer och den tillhör asteroidgruppen Flora.